# شاهان‌دشت

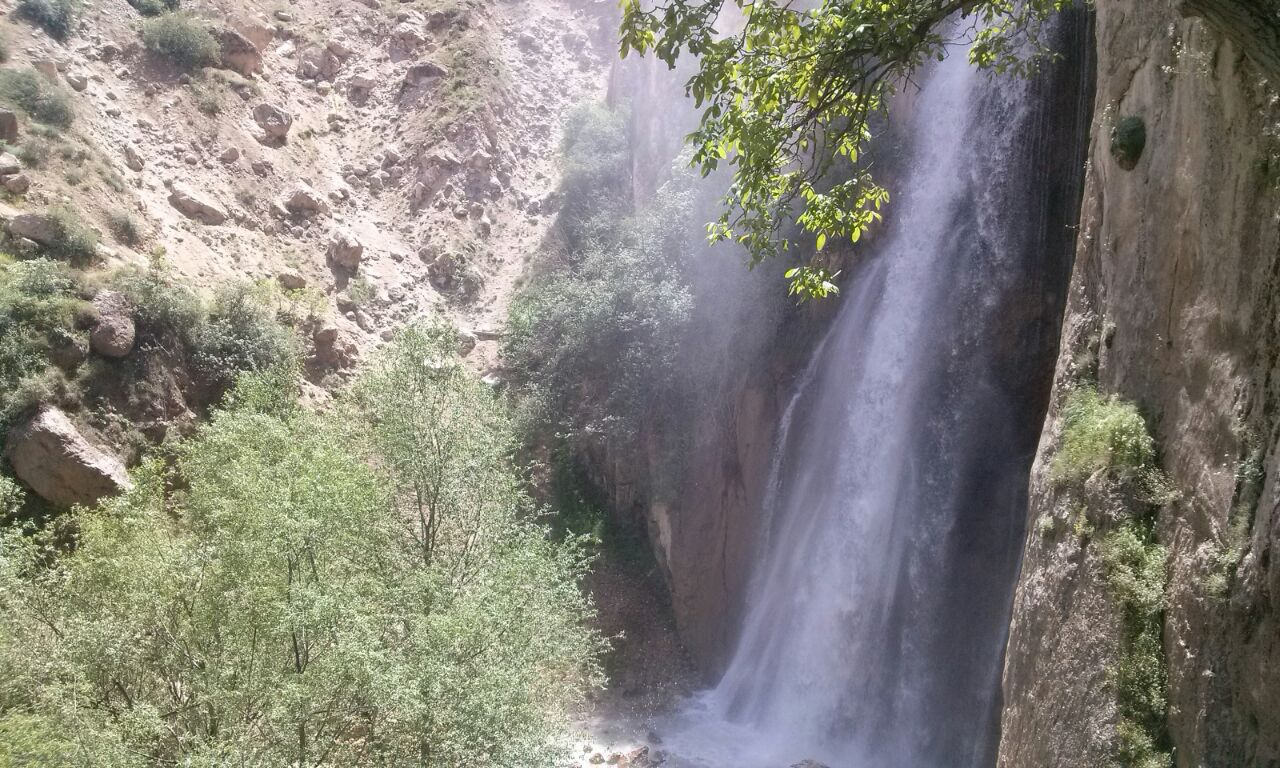
ابشار زیبای شاهاندشت

شاهاندشت از ییلاقات بخش لاریجان شهرستان آمل در استان مازندران، ایران قرار دارد. از جمله مواهب طبیعی این روستا میتوان به آبشار شاهاندشت و آس تنگه و دشت عشق، و از جمله آثار ملی قلعه ملک بهمن و تکیه شاهاندشت اشاره کرد. خاک حاصلخیز و همچنین چشمه های متعدد و هوای مناسب، موجب گشته تا طیف وسیعی از محصولات انواع درختان سیاه ریشه در این روستا ببار بنشیند. از جمله با کیفیت ترین محصولات باغی شاهاندشت میتوان به گردو، شاه‌توت، سیب و انگور اشاره کرد.

## قدمت
شاهاندشت با قدمتی ۳۵۰۰ ساله یک روستا و دهکده تاریخی و دیدنی است که در شمال ایران در شهرستان آمل قرار دارد. این روستا با دارا بودن ۴ اثر ثبت شده ملی در آثار ملی ایران یکی از روستاهای اکوتوریسم و از روستاهای دیدنی و تاریخی ایران محسوب می‌شود.

## جاذبه‌های گردشگری و دیدنی شاهاندشت

### تکیه شاهاندشت
تکیه شاهاندشت مربوط به دوره قاجار است و در شهرستان آمل، بخش لاریجان، روستای شاهاندشت واقع شده و این اثر در تاریخ ۷ مرداد ۱۳۸۲ با شمارهٔ ثبت ۹۳۵۴ به‌عنوان یکی از آثار ملی ایران به ثبت رسیده‌است.

### آبشار شاهان‌دشت
آبشار شاهان‌دشت بزرگترین آبشار استان مازندران است؛ و یکی از آثار ملی کشور در فهرست آثار ملی ایران است. این آبشار در در روستای شاهاندشت واقع در کیلومتر ۹۶ جاده هراز (در ۶۵ کیلومتری شهر آمل) بخش لاریجان قرار دارد و از سمت جاده نسبت به آن دید وجود دارد. این آبشار دائمی، درجانب جنوبی جاده و رودخانه هراز از کنار قلعه ملک بهمن بر روی یک‌کوه هرمی شکل مشرف به روستای شاهان‌دشت به پایین می‌ریزد. در ارتفاعات مشرف به روستای شاهاندشت آبشار اصلی شاهان‌دشت با ارتفاع ۵۱ متر بزرگترین آبشار استان مازندران به‌شمار می‌رود که این آبشار که دارای سه آبشار متعدد است در مجموعه ارتفاعی ۱۸۰ متری دارد.  
در بالای آبشار شاهاندشت قلعه ملک بهمن که به قلعه ملکه قلا یا ملک بهمن مشهور است و نام تاریخی آن قلعه فرشته بوده‌است، واقع شده و از عظیمترین قلاع کوهستانی البرز ایران است که از سنگ و نوعی ساروج که مخلوطی از شیر و تخم مرغ و نوعی خاک است ساخته شده و استحکام زیادی دارد که قدمت آن به سه هزار سال پیش می‌رسد. دراصل شاهاندشت دارای دو ابشار می‌باشد که ابشار دوم ان بعد از ابشار اول می‌باشد و در منطقه ای به نام خوزک قرار داردکه نسبت به ابشار اصلی شاهاندشت ارتفاع کمتری دارد 

### برج سی شاهاندشت
برج سی شاهاندشت مربوط به پیش از اسلام است و در شهرستان آمل، بخش لاریجان، روستای شاهاندشت واقع شده و این اثر در تاریخ ۷ مرداد ۱۳۸۲ با شمارهٔ ثبت ۹۳۵۶ به‌عنوان یکی از آثار ملی ایران به ثبت رسیده‌است.

### قلعه ملک بهمن
قلعه ملک بهمن یا ملک قلا مربوط به پیش از اسلام است و در شهرستان آمل، بخش لاریجان، روستای شاهاندشت واقع شده و این اثر در تاریخ ۱۹ مرداد ۱۳۷۹ با شمارهٔ ثبت ۲۷۷۸ به‌عنوان یکی از آثار ملی ایران به ثبت رسیده‌است. این قلعه از قلعه‌های عظیم البرز و ایران است که در جاده هراز بخش لاریجان شهرستان آمل و مشرف به قریه شاهاندشت در ۷۵ کیلومتری جنوب آمل قرار دارد این قلعه متعلق به حکام پادوسبانیان است که به رویان، نور، کجور و رستمدار حکومت داشتند. بنای قلعه بر روی صخره‌ای حدود۲۲۰متر بالاتر از سطح اراضی شاهاندشت از لاشه سنگ‌های بزرگ و کوچک و ملات گچ و ساروج ساخته شده که به صورت طبقه طبقه و شامل اتاق‌ها و قسمت‌های مختلف ساختمانی است. این قلعه دو بار در تاریخ با حمله مسعود غزنوی و بار دیگر به دستور شاه عباس صفوی در ۱۰۰۵ فتح شد.

### غار الیاس تنگه
غار الیاس تنگه در ۸۵کیلومتری شمال شرق تهران ۷۵کیلومتری جنوب شهرستان آمل در روستای شاهاندشت قرار دارد. کاربرد نام غار آس تنگه در محاورهٔ مردم منطقه رایج است. غار در دامنه جنوب غربی دره الیاس تنگه واقع شده‌است. فاصله بین روستا شاهاندشت تا دهنه غار یک راه خاکی مالرو در حدود ۲کیلومتر می‌باشد.

### جاذبه‌های دیگر
غار کبوتر کلی و دشت شونا و تخته سنگی و خانه‌های تاریخی و گلی و همچنین دخمه‌های سه طاق و امامزاده الیاس و چشمه خوزک و تکیه شاهاندشت از مهم‌ترین جاذبه‌های دیدنی و گردشگری این روستا می‌باشد. در طی سال‌های قبل هم کتیبه‌های سنگی بسیاری با خط کوفی در این روستا پدیدار شد. این روستا گوشه‌ای از قدمت چندین هزار ساله آماردها و آمل است.

### پردیس شاهاندشت
باغ گردوی پیوندی شاهاندشت در اراضی بالادست روستای شاهاندشت در مساحتی حدود ۶۰ هکتار توسط شرکت توسعه و عمران شاهاندشت در سال ۸۸ احداث گردید. این باغ اولین باغ گردوی پیوندی در اراضی شیبدار در کشور بوده‌است.

## سوغات
سوغات این روستا به دلیل کوهستانی بودن آن گیلاس، آلبالو، سیب، گردو، تمشک، شاه توت، گلابی، زردآلو می‌باشد. نان کوهی و نان مخصوص مردمان مازندران هم در این روستا به گردشگران داده می‌شود.و گردو شاهاندشت در منطقه لاریجان به عنوان بهترین گردو شناخته می شود

## جمعیت
این روستا در دهستان بالا لاریجان قرار داشته و براساس آخرین سرشماری مرکز آمار ایران که در سال ۱۳۹۰ صورت گرفته، جمعیت آن۴۵۰ نفر (۲۱ خانوار) بوده‌است.